# Love&Live
Love&Live — первый мини-альбом саб-юнита LOOΠΔ 1/3 южнокорейской гёрл-группы LOOΠΔ и пятая часть пре-дебютного проекта группы. Альбом был выпущен компанией Blockberry Creative 13 марта 2017 года. Альбом состоит из 5 песен, включая одноимённый заглавный сингл. Альбом был переиздан 27 апреля 2017 года под названием Love&Evil. Переиздание состоит из 8 песен, включая 3 новые песни, а также, в зависимости от версии физической копии, ремикс «Love&Live» (в обычной версии альбома) или «You And Me Together» (в лимитированной версии).

## Выпуск и продвижение
После двух тизеров, объявляющих о создании саб-юнита, 13 февраля было выпущено превью песни «Valentine Girl». 10 марта на официальном Youtube канале группы было выпущено превью альбома. Саб-юнит LOOΠΔ 1/3, состоящий из Хиджин, Хёнджин, Хасыль и Виви, дебютировал 12 марта на музыкальном шоу Inkigayo канала SBS. Официальный альбом и клип на заглавную песню были выпущены на следующий день, 13 марта.
20 марта был выпущен специальный клип на песню «You and Me Together», содержащий кадры съёмок клипа «Love&Live».

## Love&Evil
23 апреля было объявлено, что мини-альбом будет переиздан. Переиздание получило название Love&Evil, помимо всех песен основного альбома, в него вошло 3 новых трека, а также ремиксы песен «Love&Live (지금, 좋아해)» и «You and Me Together», доступные только обладателям физических копий альбома.

### Песни
Вступительный трек ‘Love & Evil’, спродюсированный SWEETCH, передает переживания девушки, потерявшейся в лесу. С течением трека, темп музыки ускоряется, а девушка убегает глубже в лесные чащи.
Затем четыре девушки собираются вместе, чтобы исполнить ‘Sonatine’ и навести мистическое заклятие любви.
Альбом содержит новый трек ‘Rain 51db (비의 목소리 51db)’, представляющий собой оммаж корейским гёрл-группам первого поколения S.E.S and Fin.K.L. Как и в клипе Виви на ‘Everyday I Love You’, LOOΠΔ 1/3 путешествуют во времени в 90-е, задавая вопрос «какими были LOOΠΔ, если бы они появились в 90-е?».

## Музыкальные клипы
Клип на заглавную песню «Love&Live» был снят в Новой Зеландии и Гонконге. Он рассказывает историю одинокой девочки-робота, пытающейся быть похожей на своих подруг-людей, подражая им во всем. Для этой роли была выбрана Виви, новая участница группы, так как эта роль отражает «необходимость новой участницы найти свое место в уже образованной группе».

## Список композиций
| №                   | Название                                         | Текст песни                | Музыка                      | Аранжировка                 | Длительность |
| ------------------- | ------------------------------------------------ | -------------------------- | --------------------------- | --------------------------- | ------------ |
| 1.                  | «Into the New Heart» (гитара: Ким Чонмо из TRAX) |                            | Hwanghyun NOPARI (MonoTree) | Hwanghyun NOPARI (MonoTree) | 1:08         |
| 2.                  | «Love&Live» (지금, 좋아해)                       | Hwanghyun (MonoTree)       | Hwanghyun (MonoTree)        | Hwanghyun (MonoTree)        | 3:24         |
| 3.                  | «You and Me Together»                            | Artronic Waves David Kater | Artronic Waves David Kater  | Artronic Waves              | 3:08         |
| 4.                  | «Fairy Tale»                                     | Artronic Waves             | Artronic Waves              | Artronic Waves              | 3:08         |
| 5.                  | «Valentine Girl» (3월을 기다려)                  | Artronic Waves             | Artronic Waves              | Artronic Waves              | 3:11         |
| Общая длительность: | Общая длительность:                              | Общая длительность:        | Общая длительность:         | Общая длительность:         | 13:59        |

| №                   | Название                        | Текст песни                | Музыка                       | Аранжировка                  | Длительность |
| ------------------- | ------------------------------- | -------------------------- | ---------------------------- | ---------------------------- | ------------ |
| 1.                  | «Love&Evil»                     |                            | SWEETCH                      | SWEETCH                      | 1:05         |
| 2.                  | «Sonatine» (알 수 없는 비밀)    | SWEETCH, Noh Ju Hwan       | SWEETCH, Noh Ju Hwan, Meng-i | Meng-i, SWEETCH, Noh Ju Hwan | 3:20         |
| 3.                  | «Rain 51db» (비의 목소리 51db)  |                            |                              |                              | 3:25         |
| 4.                  | «Love&Live» (지금, 좋아해)      | Hwanghyun (MonoTree)       | Hwanghyun (MonoTree)         | Hwanghyun (MonoTree)         | 3:24         |
| 5.                  | «You and Me Together»           | Artronic Waves David Kater | Artronic Waves David Kater   | Artronic Waves               | 3:08         |
| 6.                  | «Fairy Tale»                    | Artronic Waves             | Artronic Waves               | Artronic Waves               | 3:08         |
| 7.                  | «Valentine Girl» (3월을 기다려) | Artronic Waves             | Artronic Waves               | Artronic Waves               | 3:11         |
| Общая длительность: | Общая длительность:             | Общая длительность:        | Общая длительность:          | Общая длительность:          | 20:41        |

| №  | Название                          | Текст песни                | Музыка                     | Аранжировка          | Длительность |
| -- | --------------------------------- | -------------------------- | -------------------------- | -------------------- | ------------ |
| 8. | «Love&Live Remix » (지금, 좋아해) | Hwanghyun (MonoTree)       | Hwanghyun (MonoTree)       | Hwanghyun (MonoTree) |              |
| 9. | «You and Me Together Remix »      | Artronic Waves David Kater | Artronic Waves David Kater | Artronic Waves       |              |

Notes
1. ↑  Доступен только в обычной версии физической копии альбома
2. ↑  Доступен только в лимитированной версии физической копии альбома